# Román költők, írók listája
Ez a lista a román nyelven alkotó költőket és írókat tartalmazza névsor szerint, betűrendben: 

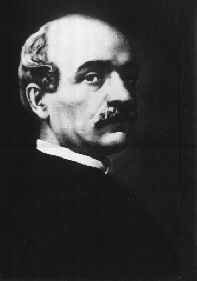
Vasile Alecsandri

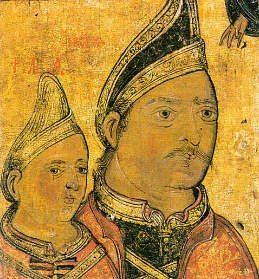
Neagoe Basarab

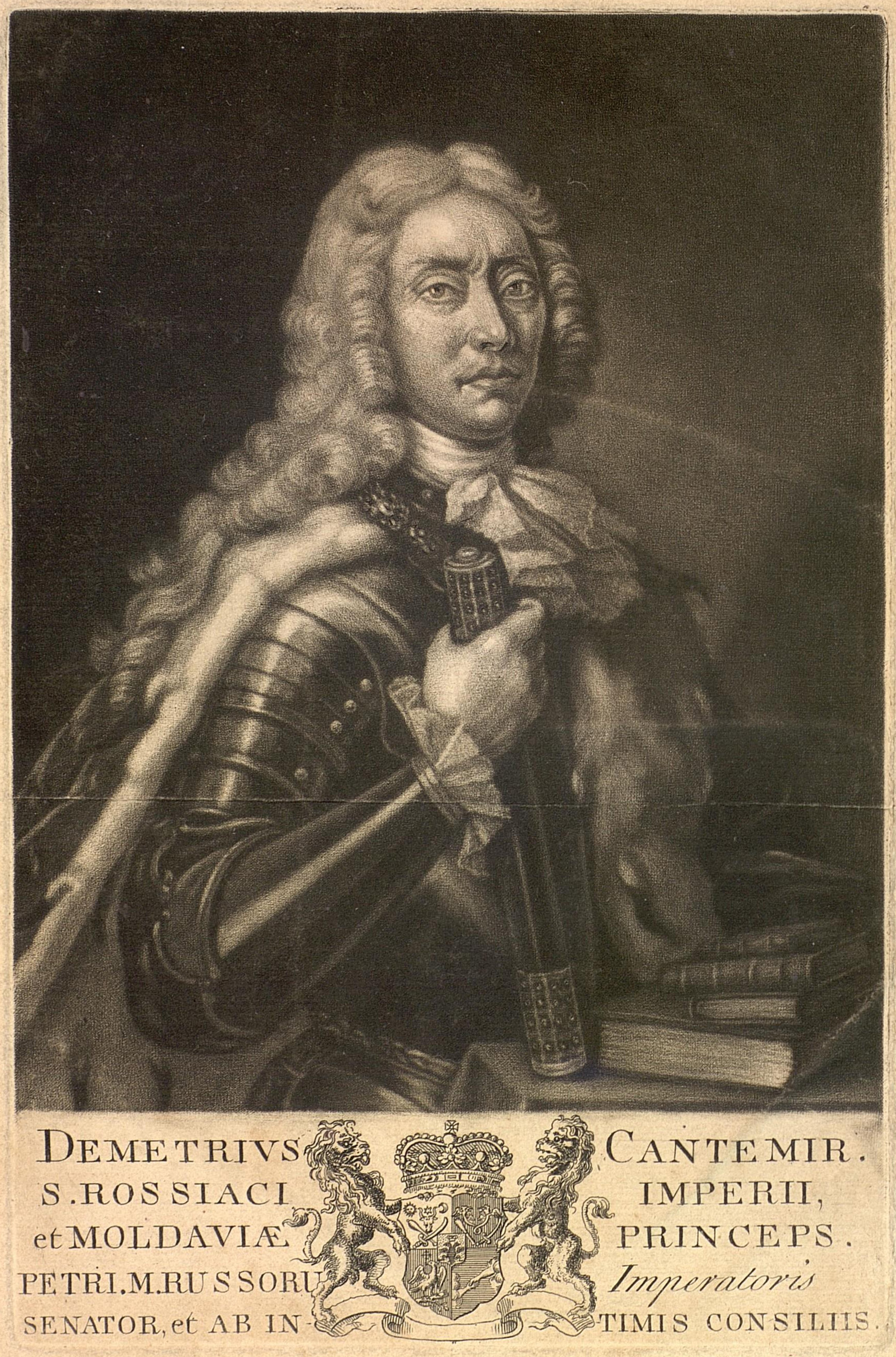
Dimitrie Cantemir

Ion Luca Caragiale

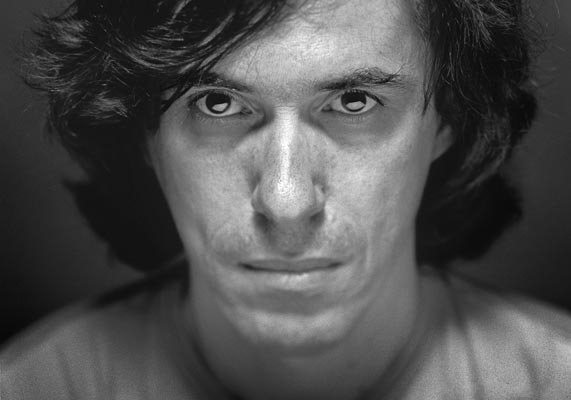
Mircea Cărtărescu

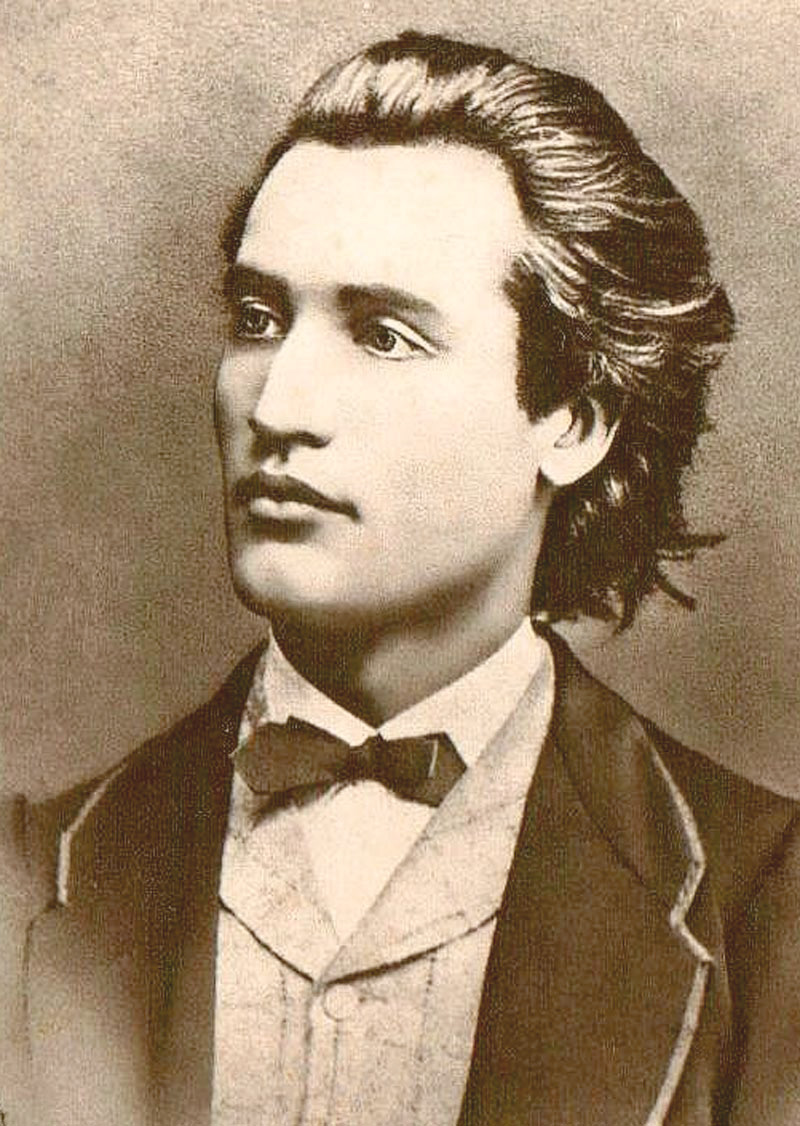
Mihai Eminescu

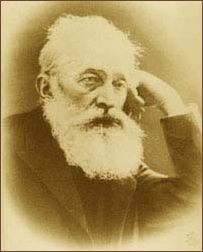
Bogdan Petricei Hașdeu

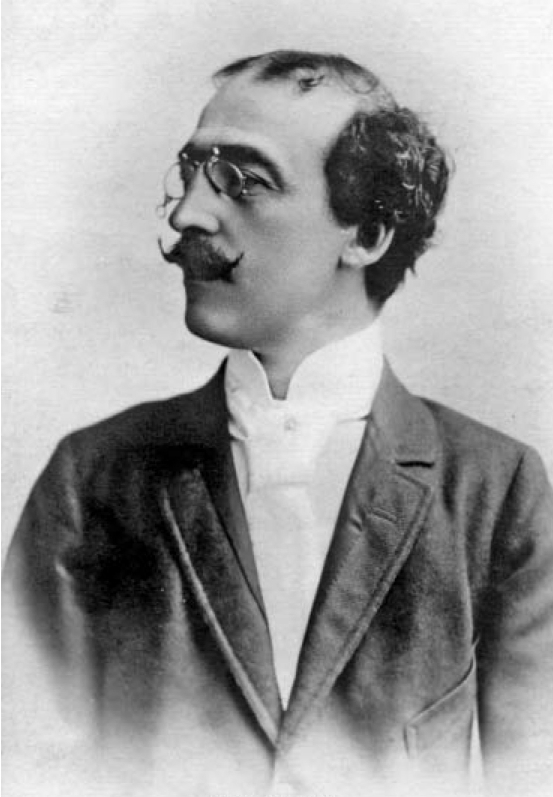
Alexandru Macedonski

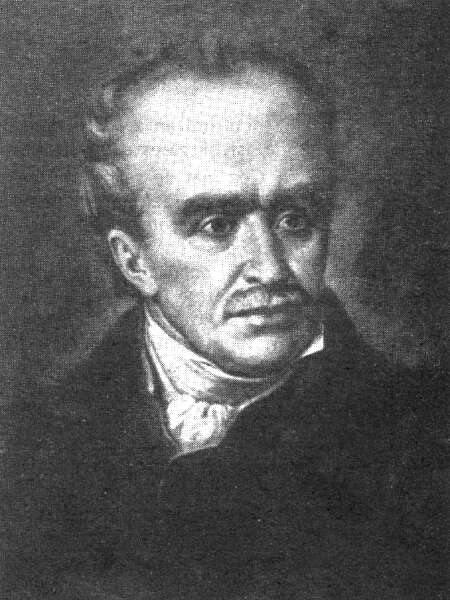
Gheorghe Șincai

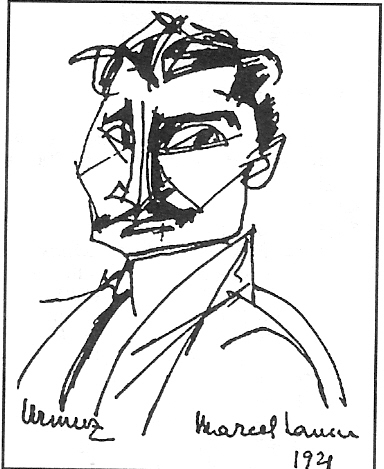
Urmuz

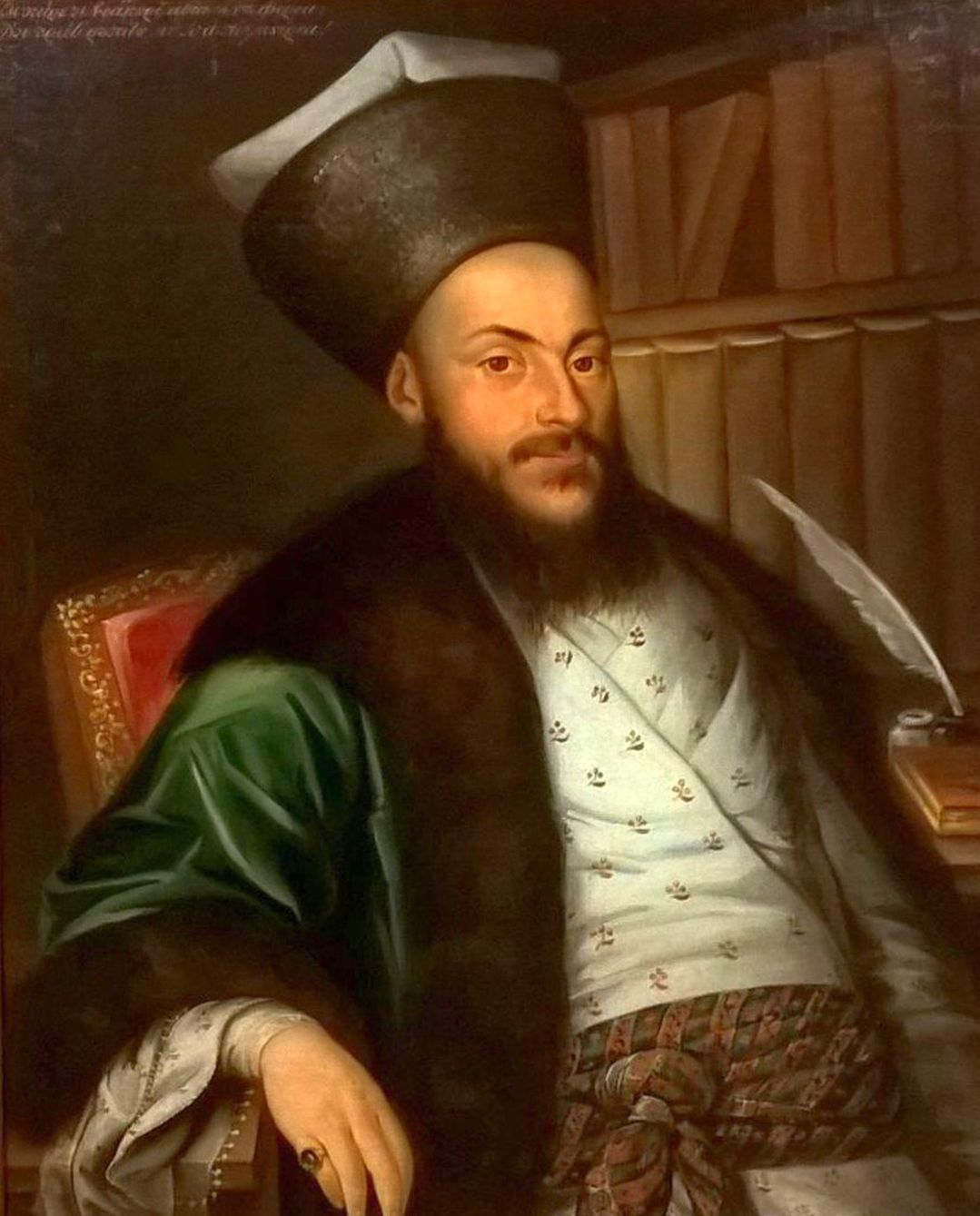
Alecu Văcărescu

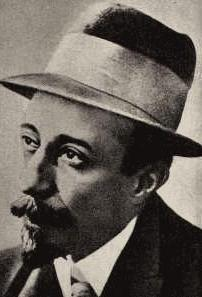
Dimitrie Anghel

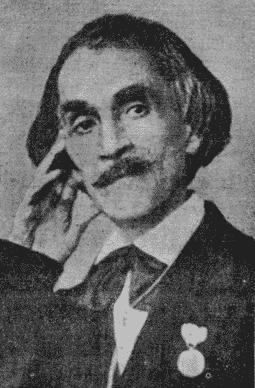
Grigore Alexandrescu

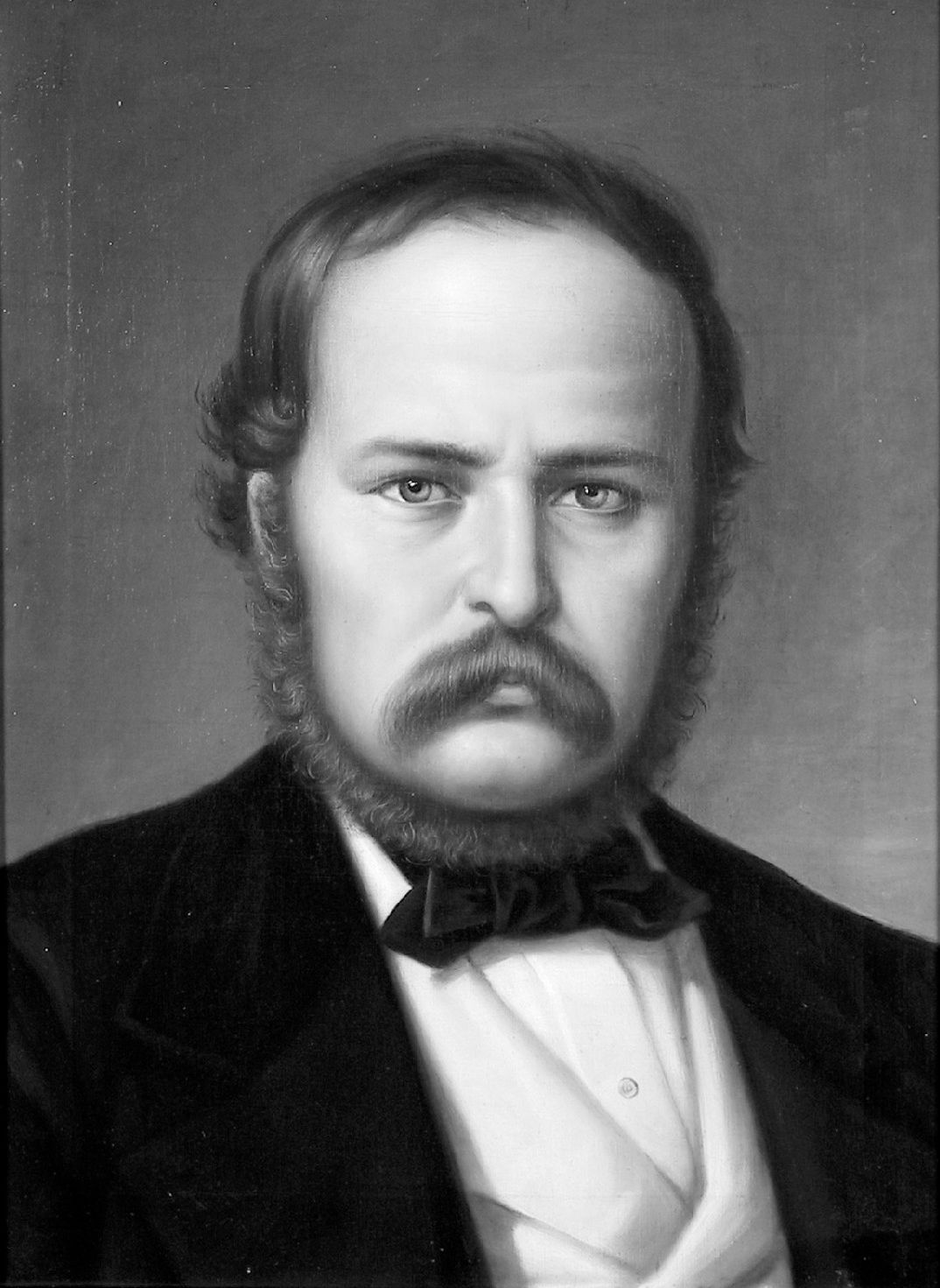
Andrei Mureșanu

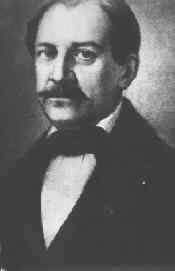
Constantin Negruzzi

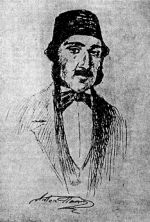
Anton Pann

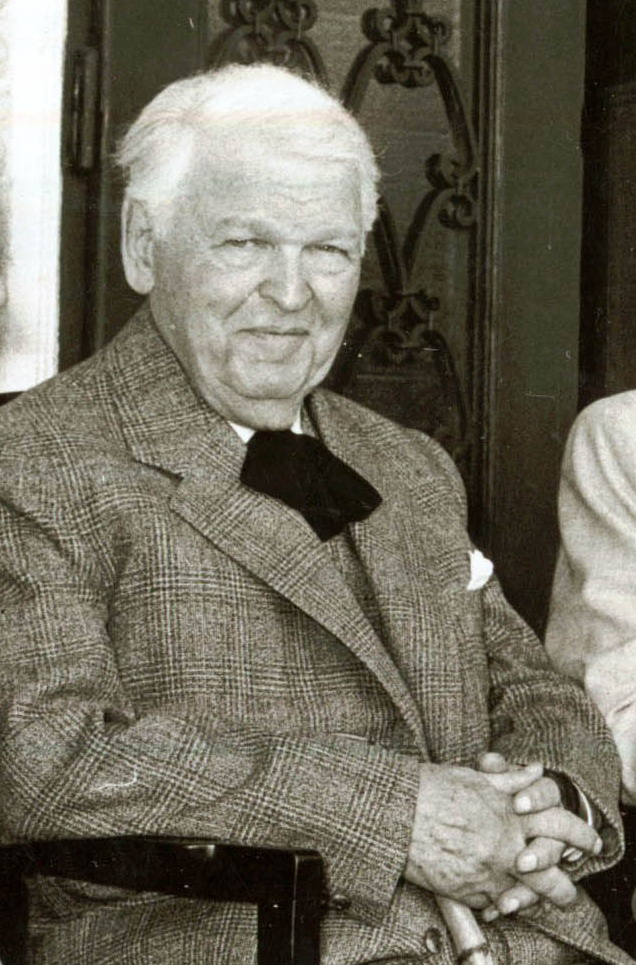
Mihail Sadoveanu

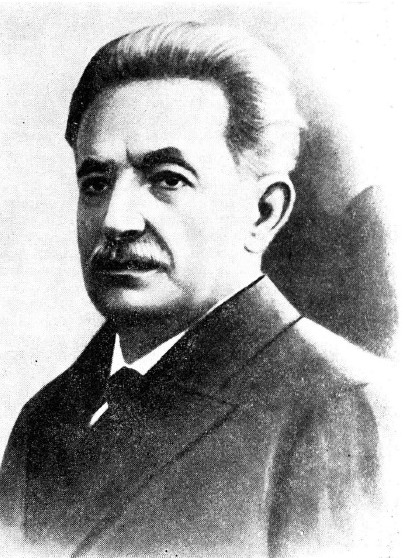
Ioan Slavici

| Ábécé szerinti tartalomjegyzék                      |
| --------------------------------------------------- |
| A B C D E F G H I J K L M N O P Q R S T U V W X Y Z |

## A
- Vasile Aaron (1770 k-1822)
- Constantin Abăluţă (1938)
- Gheorghe Adamescu (1869–1935)
- Gabriela Adameșteanu (1942)
- Felix Aderca (1891–1962)
- Ion Agârbiceanu (1882–1963)
- Ștefan Agopian (1947)
- Radu Aldulescu (1922)
- Vasile Alecsandri (1821–1890)
- Florența Albu (1934–)
- Grigore Alexandrescu (1810–1885)
- Sorin Alexandrescu (1937)
- Ioan Alexandru (1942–2000)
- Radu F. Alexandru (1943)
- Alexandru Andrițoiu (1929)
- Vasile Andru (1942)
- Mircea Anghelescu (1941)
- Silviu Angelescu (1945)
- Dimitrie Anghel (1872–1914)
- Liviu Antonesei (1953)
- Carol Ardeleanu (1883–1949)
- George Arion (1956)
- Tudor Arghezi (1880–1967)
- Gheorghe Asachi (1788–1869)
- George Astaloș (1933)
- Vasile Avram (1940–2002)

## B
- Ștefan Baciu (1918)
- George Bacovia (1881–1957)
- Anatol E. Baconski (1925–1977)
- Ioana Baetica (1980)
- Nicolae Balotă (1925)
- Cezar Baltag (1939–1997)
- Camil Baltazar (1902–1977)
- Maria Banuș (1914–1999)
- Daniel Bănulescu (1960–)
- Aurel Baranga (1913–1979)
- Eugen Barbu (1924–1993)
- Ion Barbu (1885–1961)
- George Bariț (1812–1893)
- Jean Bart (1877–1933)
- Neagoe Basarab (1459–1521)
- Nicolae Băciuț (1956)
- Ion Băieșu (1933–1992)
- George Bălăiță (1935–2017)
- Nicolae Bălcescu (1819–1852)
- Iulian Băicuș (1971)
- Ștefan Bănulescu (1926–1998)
- Mihai Beniuc (1907–1988)
- Ion Biberi (1904–1990)
- Martha Bibescu (1889–1973)
- Adriana Bittel (1946)
- Lucian Blaga (1895–1961)
- Ana Blandiana (1942–)
- Max Blecher (1909–1938)
- T.O.Bobe (1969)
- Dan Silviu Boerescu (1963)
- Geo Bogza (1908–1993)
- Iulian Boldea (1963)
- Ștefan Bolea (1980)
- Dimitrie Bolintineanu (1825–1872)
- Cezar Bolliac (1813–1881)
- Demostene Botez (1893–1973)
- Emil Botta (1911–1977)
- Cornel Brahaș (1950–2005)
- Ion Brătianu (1821–1891)
- Nicolae Breban (1934)
- Emil Brumaru (1938–2019)
- Romulus Bucur (1956)
- Ioan Budai-Deleanu (1760–1820)
- Voicu Bugariu (1939)
- Valentin Busuioc (1965)
- Augustin Buzura (1938–2017)

## C
- Eusebiu Camilar (1910–1965)
- Gheorghe Cantacuzino-Grănicerul (1869–1937)
- Dimitrie Cantemir (1673–1723)
- Ion Luca Caragiale (1852–1912)
- Mateiu Caragiale (1885–1936)
- Ion Caraion (1923–1986)
- Nicolae Cartojan (1883–1944)
- Otilia Cazimir (1894–1967)
- Alexandru Călinescu (1945)
- George Călinescu (1899–1965)
- Matei Călinescu (1934)
- Mircea Cărtărescu (1956)
- Hristu Cândroveanu (1928)
- Vasile Cârlova (1809–1831)
- Paul Celan (1920–1970)
- Constantin Chiriță (1925–1991)
- Mihai Cimpoi (1942)
- Mircea Ciobanu (1940–1996)
- Iulian Ciocan (1968)
- Ion Ciocanu (1940)
- Livius Ciocârlie (1935)
- Șerban Cioculescu (1902–1988)
- Emil Cioran (1911–1995)
- George Ciprian (1883–1968)
- Alexandru Cistelecan (1951)
- Ioan Mihai Cochinescu (1951)
- Andrei Codrescu (1946)
- Vladimir Colin (1921–1991)
- Costache Conachi (1777–1849)
- Pompiliu Constantinescu (1901–1946)
- Doina Cornea (1929–2018)
- Paul Cornea (1924)
- Pavel Coruț (1949)
- Radu Cosașu (1930)
- Miron Costin (1633–1691)
- Nicolaie Costin (1660–1712)
- Traian Coșovei (1954)
- Gheorghe Crăciun (1950)
- Nichifor Crainic (1889–1972)
- George Coșbuc (1866–1918)
- Ion Creangă (1837–1889)
- Petru Creția (1927–1997)
- Ovid S. Crohmălniceanu (1921–2000)
- Dan Culcer (1941)
- George Cușnarencu (1953)

## D
- Ioan Dan (1922–2003)
- Anna de Noailles (1876–1933)
- Barbu Ștefănescu Delavrancea (1858–1918)
- Ivan Deneș (1928)
- Sterie Diamandi (1897–1981)
- Leonid Dimov (1926–1987)
- Mircea Dinescu (1950)
- Constantin Dobrogeanu-Gherea (1855–1920)
- Ștefan Augustin Doinaș (1922–2002)
- Alexandru Dragomir (1913–2002)
- Virgil Duda (1939)
- Ion Druță (1928)
- Aurelian Titu Dumitrescu (1956)
- Geo Dumitrescu (1920–2004)
- Petru Dumitriu (1924–2002)

## E
- Mircea Eliade (1907–1986)
- Victor Eftimiu (1889–)
- Mihai Eminescu (1850–1889)
- Paul Everac (1924–2011)

## F
- Nicolae Filimon (1819–1865)
- Șerban Foarță (1942)
- Ion Foti (1887–1946)
- Victor Frunză (1935)
- Benjamin Fundoianu (1898–1944)

## G
- Mihai Gafița (1923–1977)
- Gala Galaction (1879–1961)
- Horia Gârbea (1962)
- Alexandru George (1930)
- Elena Ghica (Dora d’Istria, 1829–1888) francia nyelvű
- Ion Ghica (1817–1897)
- Bogdan Ghiu (1958)
- Octavian Goga (1881–1938)
- Paul Goma (1935–2020)
- Gheorghe Grigurcu (1936)
- Radu Gyr (1905–1975)

## H
- Bogdan Petriceicu-Hașdeu (1838–1907)
- Ion Heliade Rădulescu (1802–1872)
- Anton Holban (1904–1937)
- Bedros Horasangian (1947)

## I
- Florin Iaru (1954)
- Garabet Ibrăileanu (1871–1936)
- Virgil Ierunca (1920)
- Ionathan X. Uranus (1909–1984)
- Eugène Ionesco (1912–1994)
- Nicolae Iorga (1871–1940)
- Mircea Iorgulescu (1943)
- Ștefan Octavian Iosif (1875–1913)
- Gheorghe Iova (1950)
- Petre Ispirescu (1830–1887)
- Panait Istrati (1884–1935)
- Nora Iuga (1931)
- Cezar Ivănescu (1941)
- Mircea Ivănescu (1931)
- Alexandru Ivasiuc (1933–1977)
- Antim Ivireanul (1650–1716)

## J
- Eugen Jebeleanu (1911–1991)

## L
- Nicolae Labiș (1935–1956)
- Gabriel Liiceanu (1942)
- Alexandrina Lovinescu
- Eugen Lovinescu (1881–1943)
- Horia Lovinescu (1917–1983)
- Monica Lovinescu (1923)
- Vasile Lovinescu (1905–1984)
- Alexandru Lungu (1924)
- Dan Lungu (1969)
- Corneliu Leu (1932)

## M
- Alexandru Macedonski (1854–1920)
- Petru Maior (1756–1821)
- Titu Maiorescu (1840–1917)
- Ileana Mălăncioiu (1940–)
- Norman Manea (1936–)
- Nicolae Manolescu (1939–)
- Mariana Marin (1956–2003)
- Angela Marinescu (1941–2023)
- Mircea Martin (1940–)
- Alexei Mateevici (1888–1917)
- Teodor Mazilu (1931–1980)
- Gabriela Melinescu (1942–2024)
- Samuel Micu Klein (1745–1806)
- Gib Mihăescu (1894–1935)
- Mircea Mihăieș (1954–)
- Marin Mincu (1944–)
- Ion Minulescu (1881–1944)
- Anca Mizumschi (1964–)
- Andrei Mureșanu (1816–1863)
- Tudor Mușatescu (1930–1980)
- Vlad Mușatescu (1922–1999)
- Alexandru Mușina (1954–2013)

## N
- Iosif Naghiu (1932–2003)
- Gellu Naum (1915–2001)
- Fănuș Neagu (1932)
- Ion Neculce (1672–1745)
- Bujor Nedelcovici (1936)
- Eugen Negrici (1941)
- Costantin Negruzzi (1808–1868)
- Virgil Nemoianu (1948)
- Constantin Noica (1909–1987)

## O
- Alexandru Odobescu (1834–1895)
- Andrei Oișteanu (1948)
- Valery Oișteanu (1943)
- Leonard Oprea (1953)
- Mircea Opriță (1943)
- Dan Orghici (1965)
- Zigu Ornea (1930–2001)

## P
- Alexandru Paleologu (1919–2005)
- Octavian Paler (1926)
- Anton Pann (1794?-1854)
- Hortensia Papadat-Bengescu (1876–1955)
- Ioana Pârvulescu (1960)
- Horia-Roman Patapievici (1957)
- Dora Pavel (1946)
- Laura Pavel(1968)
- Perpessicius (Dumitru S. Panaitescu) (1891–1971)
- Cezar Petrescu (1892–1961)
- Camil Petrescu (1894–1957)
- Dan Petrescu (1949)
- Radu Petrescu (1927–1982)
- Răzvan Petrescu (1956)
- Marta Petreu (1955)
- Ion Pillat (1891–1945)
- Andrei Pleșu (1948)
- Alexadnru Piru (1917–1933)
- Ioan S. Pop (1958)
- Ion Pop (1944)
- Balint Popescu (1898–1944)
- Cristian Popescu (1959–1995)
- Cristian Tudor Popescu (1956)
- Dumitru Radu Popescu (1935–2023)
- Elena Liliana Popescu (1948)
- Simona Popescu (1965)
- Marin Preda (1922–1980)
- Nicolae Prelipceanu (1942)

## R
- Ion Eliade Rădulescu ()
- Constantin Rădulescu-Motru (1868–1957)
- Liviu Rebreanu (1885–1944)
- Cornel Regman (1919–1999)
- Radu Anton Roman (1948–2005)
- Mirela Roznoveanu (1947)
- Mircea Nicolae Rusu (1938)
- Alecu Russo (1819–1859)
- Doina Ruști (1957–)

## S
- Mihail Sadoveanu (1880–1961)
- Ana Maria Sandu (1974)
- Viorel Savin (1941)
- Dinu Săraru (1932)
- Mircea Scarlat (1951–1987)
- Mihail Sebastian (1907–1945)
- Eugen Simion (1933)
- Mircea-Horia Simionescu (1928)
- Gheorghe Șincai (1754–1816)
- Ioan Slavici (1848–1925)
- Mihail Sorbul (1885–1966)
- Marin Sorescu (1936–1997)
- Zaharia Stancu (1902–1974)
- Nichita Stănescu (1933–1983)

## T
- Stelian Tănase (1952)
- Alexandru O. Teodoreanu (1894–1964)
- Ionel Teodoreanu (1897–1954)
- Sorin Titel (1935–1985)
- Constantin Țoiu (1923)
- George Topîrceanu (1886–1937)
- Dorin Tudoran (1945)
- Radu Tudoran (1910–1992)
- Daniel Turcea (1945–1979)
- Tristan Tzara (1896–1963) román születésű francia író

## U
- Grigore Ureche (1590–1647)
- Urmuz (Demetru Demetrescu-Buzău) (1883–1923)

## V
- Elena Văcărescu (1864–1947)
- Ienăchiță Văcărescu (1740–1797)
- Ion Vianu (1934–2024)
- Lidia Vianu (1947)
- Tudor Vianu (1897–1964)
- Grigore Vieru (1935–2009)
- Daniel Vighi (1956)
- Ion Vinea (1895–1964)
- Matei Vișniec (1956)
- Alexandru Vlahuță (1858–1919)
- Elena Vlădăreanu (1981)
- Vasile Voiculescu (1884–1963)
- Radu Voinescu (1958)
- Ilarie Voronca (1903–1946)
- Iosif Vulcan (1841–1907)
- Mircea Vulcănescu (1904–1952)

## X
- Alexandru D. Xenopol (1847–1920)

## Z
- Mircea Zaciu (1928–2000)
- Duiliu Zamfirescu (1858–1922)
- Paul Zarifopol (1874–1934)
- Constantin Zărnescu (1949)
- Alexandru Zub (1934)